# ルハグバトゴー・エンフリーレン
ルハグバトゴー・エンフリーレン（蒙: Лхагватогоогийн Энхрийлэн、ラテン字：Lkhagvatogoo Enkhriilen 1998年12月28日- ）はモンゴル国セレンゲ県出身の柔道選手。階級は57kg級。

## 経歴
2013年のアジアユース48㎏級で2位になった。その後階級を57kg級まで上げると、2015年の世界カデでは準々決勝で武田亮子に敗れるなどして7位だった。2016年に地元で開催されたグランプリ・ウランバートルでは決勝で石川慈を破って優勝した。2017年の世界ジュニアでは決勝で舟久保遥香に縦四方固で敗れて2位だった。2018年のグランドスラム・デュッセルドルフでは3位になったが、世界ジュニアでは準々決勝で舟久保に縦四方固で敗れると、その後の3位決定戦でも富沢佳奈に技ありで敗れて5位だった。2019年のアジアパシフィック選手権では準決勝で富沢に敗れて3位だった。2021年のグランドスラム・アブダビでは3位だったが、東京オリンピックには元世界チャンピオンのドルジスレン・スミヤがいたため出場できなかった。2022年に地元で開催されたグランドスラム・ウランバートルでは優勝を飾った。世界選手権では3回戦で元世界チャンピオンであるカナダの出口クリスタに反則勝ちするも、準々決勝でイスラエルのティムナ・ネルソン＝レヴィに敗れるが、その後の敗者復活戦を勝ち上がって3位になった。2023年の世界選手権では準決勝で出口に敗れるも3位になった。2024年の世界選手権では5位、パリオリンピックでは7位だった。その後階級を63㎏級に上げると、2025年のアジア選手権で2位になった。
IJF世界ランキングは2591ポイント獲得で11位(25/4/21現在)。

## 主な戦績
- 2013年 - アジアユース　2位(48㎏級)

57㎏級での戦績
- 2015年 - 世界カデ　7位
- 2016年 - グランプリ・ウランバートル　優勝
- 2017年 - グランドスラム・エカテリンブルグ　5位
- 2017年 - 世界ジュニア　2位
- 2018年 - グランドスラム・デュッセルドルフ　3位
- 2018年 - 世界ジュニア　5位
- 2019年 - グランドスラム・パリ　5位
- 2019年 - アジアパシフィック選手権　3位
- 2021年 - グランドスラム・バクー　5位
- 2021年 - グランドスラム・アブダビ　3位
- 2022年 - グランドスラム・パリ　5位
- 2022年 - グランドスラム・ウランバートル　優勝
- 2022年 - アジア選手権　個人戦　7位　団体戦　2位
- 2022年 - 世界選手権　3位
- 2023年 - 世界選手権　3位
- 2023年 - アジア大会　団体戦　3位
- 2024年 - アジア選手権　個人戦 優勝 団体戦 2位
- 2024年 - グランドスラム・ドゥシャンベ　3位
- 2024年 - 世界選手権　5位
- 2024年 - パリオリンピック　7位

63㎏級での戦績
- 2025年 - アジア選手権　2位

(出典、JudoInside.com)